# Tricentrus quernales
Tricentrus quernales är en insektsart som beskrevs av Chou och Yuan. Tricentrus quernales ingår i släktet Tricentrus och familjen hornstritar. Inga underarter finns listade i Catalogue of Life.